# Pensées (genre littéraire)
Pour les articles homonymes, voir Pensées (homonymie).
Les pensées sont un genre littéraire qui consiste pour l'auteur à rassembler diverses réflexions. Il peut également s'agir d'extraits d'une œuvre inachevée.

## Exemples
- Les Pensées pour moi-même de Marc Aurèle
- Les Pensées métaphysiques de Spinoza
- Les Réflexions ou sentences et maximes morales de La Rochefoucauld
- Les Pensées de Blaise Pascal
- Les Pensées de Montesquieu
- Les Pensées diverses écrites à un docteur de Sorbonne à l'occasion de la Comète qui parut au mois de décembre 1680 de Pierre Bayle
- Les Pensées sur l'éducation de John Locke
- Les Réflexions critiques sur la poésie et sur la peinture de Jean-Baptiste Dubos
- Les Pensées philosophiques de Denis Diderot
- Les Pensées sur l'interprétation de la nature de Denis Diderot
- Les Pensées sur l'éducation des filles de Mary Wollstonecraft
- Le Joseph Delorme de Sainte-Beuve